# Gammelstad
Gammelstad (em sueco:  Gammelstad; lit. cidade antiga;  ouça a pronúncia; nome oficial Gammelstaden) ou Gamelstádio[a]  é uma localidade da província de Norrbotten, situada a 10 quilômetros a noroeste da cidade de Luleå. 
Pertence à comuna  comuna de Luleå, no condado de Norrbotten. 
De acordo com o censo de 2016, havia 2 016 habitantes.

## Etimologia e uso
Gammelstaden – literalmente ”cidade antiga” - é o sítio onde estava situada antigamente a cidade de Luleå, até esta ser deslocada no século XVII para a sua atual localização.

## Comunicações
A localidade de Gammelstad é atravessada pela estrada nacional 97, e está a uns 2 km das duas estradas europeias  E4 e E10. 

## Património turístico
- Aldeia paroquial de Gammelstad[7]
- Igreja de Nederluleå[7]
- Museu ao ar livre de Hägnan